# Pjast Kolar
Pjast Kolar (poljsko Piast Chościskowic, Piast Kołodziej, Piast Oracz ali  Piast, latinsko Past Ckosisconis, Pazt filius Chosisconisu) je bil pollegendarna oseba v srednjeveški Poljski in domnevni ustanovitelj dinastije Pjastov, ki je kasneje vladala v Kraljevini Poljski, * okoli 740/741 (?), † 861.

## Legenda
Pjast je omenjen v Poljski kroniki Gallusa Anonimusa,  v kateri sta omenjena tudi njegov oče Hościsko in žena Rzepiha. Kronika pripoveduje zgodbo o nepričakovanem obisku dveh neznancev s prošnjo, da se lahko pridružita Pjastovi družini na praznovanju 7. rojstnega dne Pjastovega sina Sjemovita. Praznovanje je bilo del poganskega obreda za mlade fante. V zameno sta gosta obljubila, da bosta začarala Pjastove klet, da bo vedno polna. Ko so to videli Pjastovi rojaki, so ga izbrali za svojega kneza namesto pokojnega kneza Popiela. 
Če je Pjast res obstajal, je bil praprapraded kneza Mješka I. (okoli 930–992), prvega zgodovinskega vladarja Poljske, in prapraprapraded prvega poljskega kralja Boleslava I. Hrabrega (967–1025).
Legendarni Pjast je bil iz Gniezna, dobro utrjenega mesta z gradom, zgrajenega med 8. in 9. stoletjem na ozemlju Zahodnih Poljanov.
Po legendi je Pjast umrl leta 861, star 120 let.

## Zapuščina
V več kot tisoč letih poljske zgodovine se ni nihče drug imenoval Pjast.
Etimologijo besede pjast razlagata dve teoriji. Po prvi naj bi izhajala iz besede piasta (slovensko pesto), ki je povezana z njegovim poklicem kolarja. Po drugi teoriji naj bi beseda izhajala iz besede piastun (slovensko skrbnik, varuh) in bi lahko namigovala na njegov prvotni položaj majordoma na dvoru neznanega vladarja. Procesi, v katerih so dvorni majordomi kraljev postopoma prisvojili politični nadzor, so potekali tudi v sodobnih zgodnjesrednjeveških frankovskih dinastijah.